# Aldona (Konrad Wallenrod)
Aldona – postać występująca w powieści poetyckiej Adama Mickiewicza Konrad Wallenrod.
Jest to obiekt uczuć i żona tytułowego bohatera utworu. Kiedy Konrad postanawia powrócić do zakonu, by zniszczyć go od środka, Aldona staje się pustelniczką. Żyje samotnie w wieży odziana w habit, żeby tylko być jak najbliżej swego męża.